# Victor Alvares de Oliveira
Victor Alvares de Oliveira (Reims, 25 de agosto de 1996) é um esgrimista de florete. Nascido na França, ele classificou-se para representar Cabo Verde  nos Jogos Olímpicos de Verão de 2024.

## Biografia
Álvares de Oliveira nasceu de pai cabo-verdiano e mãe hispano-portuguesa; cresceu em Reims, França, e tem dupla cidadania cabo-verdiana-francesa. De acordo com Olympics.com, ele cresceu com asma severa e, portanto, passou "grande parte dos seus anos de formação confinado em enfermarias pediátricas". Ele gostava de esgrima enquanto crescia, mas os médicos deram-lhe poucas chances de ter sucesso no desporto devido à sua condição. No entanto, começou a competir em eventos de florete e ainda conseguiu ter um bom desempenho; ele disse que "eu ainda tinha que fazer o dobro do esforço de outros atletas quando estávamos a fazer exercícios. Mas a minha asma estava a melhorar."
Alvares de Oliveira, membro do clube Courbevoie Escrime, subiu na hierarquia da esgrima e chegou à seleção francesa. Ele também esteve a determinado momento entre os 20 melhores esgrimistas de florete júnior do mundo. Ele mudou-se para Paris para treinar mais, com o objetivo de finalmente chegar às Olimpíadas. Em 2018, contactou as autoridades desportivas cabo-verdianas com a intenção de honrar a herança do seu pai, competindo internacionalmente por Cabo Verde. Ele competiu pelo país na Copa do Mundo de Esgrima em 2019 e tornou-se o primeiro esgrimista profissional de Cabo Verde; ele teve a segunda melhor colocação entre os esgrimistas africanos de florete no torneio. Ele competiu por Cabo Verde no Grande Prix de Esgrima em 2021, com esperanças de se classificar para os Jogos Olímpicos de Verão de 2020, adiados, embora não se tenha classificado, com uma derrota para Salim Heroui na final. Embora não tenha conseguido classificar-se para as Olimpíadas daquele ano, ele participou no campeonato africano e ganhou a medalha de prata.
Alvares de Oliveira competiu por Cabo Verde no campeonato africano de 2022 e no Campeonato Mundial de Esgrima de 2023, onde no florete ficou em 78.º lugar entre os 177 participantes. Ele competiu nos torneios de qualificação africanos para as Olimpíadas em 2024, mas terminou em sexto no florete devido a uma lesão. No entanto, ele foi posteriormente convidado a competir nas Olimpíadas de Verão de 2024 em florete numa seleção de universalidade. Tornou-se no primeiro esgrimista olímpico da história de Cabo Verde.